# باقرکوی

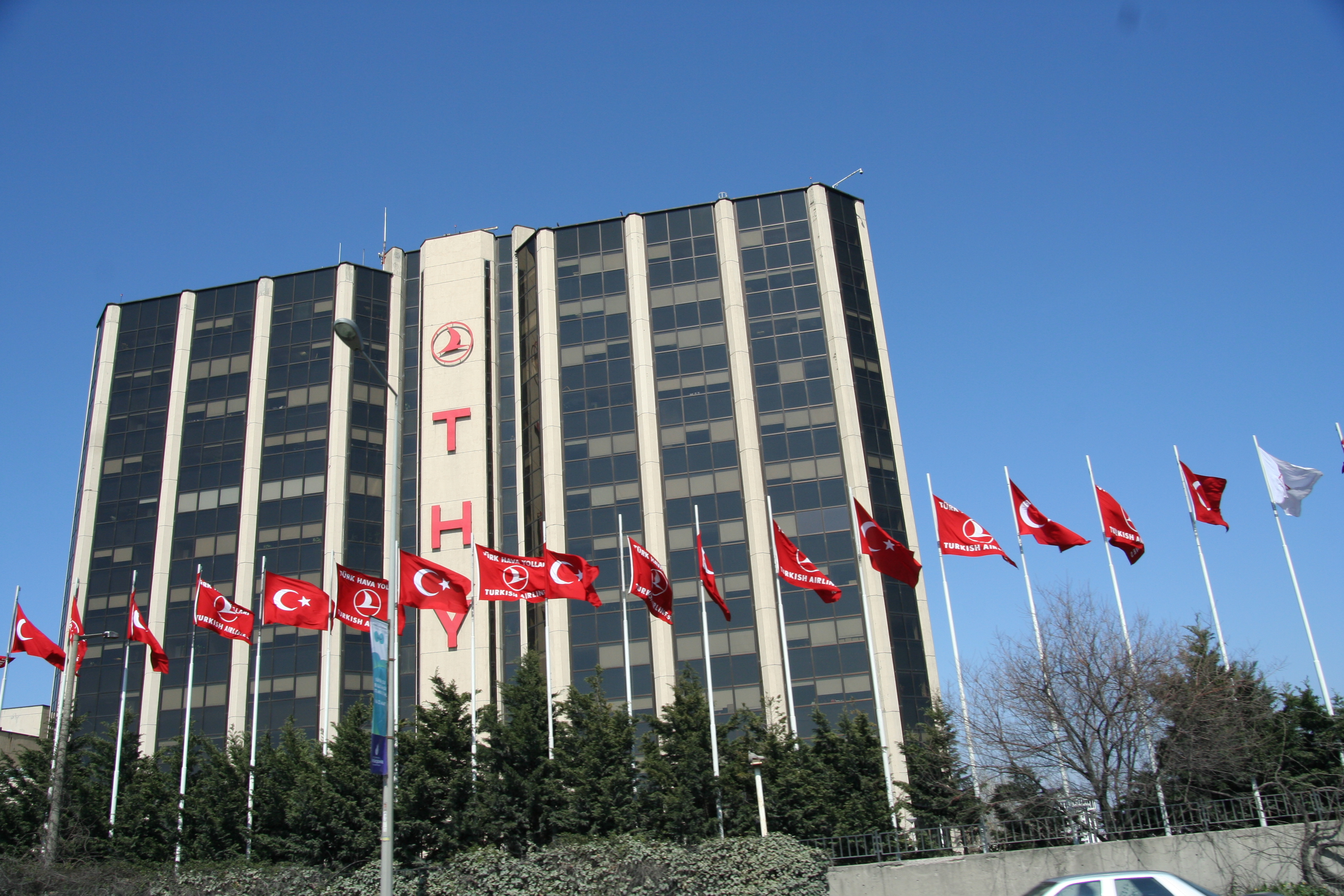
دفتر هواپیمایی ترکیه در ناحیه باکیرکوی

باقرکوی (ترکی استانبولی: Bakırköy به معنی مِس‌آباد) از ناحیه‌های قسمت اروپایی استانبول که در استان استانبول از ناحیه مرمره قرار گرفته‌است. طبق آخرین سرشماری به سال ۲۰۱۲ میلادی این ناحیه ۲۲۱٬۳۳۶ نفر جمعیت دارد.
| سال   | ۱۹۲۷   | ۱۹۳۵   | ۱۹۴۰   | ۱۹۴۵   | ۱۹۵۰   | ۱۹۵۵    | ۱۹۶۰    | ۱۹۶۵    | ۱۹۷۰    | ۱۹۷۵    | ۱۹۸۰    | ۱۹۸۵      | ۱۹۹۰      | ۱۹۹۷    | ۲۰۰۰    | ۲۰۰۷    | ۲۰۱۰    | ۲۰۱۱    |
| جمعیت | ۲۷٬۷۳۲ | ۲۸٬۳۷۷ | ۳۳٬۵۳۲ | ۴۰٬۵۹۵ | ۴۲٬۵۹۶ | ۱۰۷٬۲۸۷ | ۱۰۲٬۶۱۷ | ۱۶۸٬۶۹۴ | ۳۴۱٬۷۴۳ | ۵۶۰٬۸۵۷ | ۸۸۲٬۵۰۵ | ۱٬۲۳۸٬۳۴۲ | ۱٬۳۲۸٬۲۷۶ | ۲۱۴٬۴۱۷ | ۲۰۸٬۳۹۸ | ۲۱۴٬۸۲۱ | ۲۱۹٬۱۴۵ | ۲۲۰٫۶۶۳ |